# Tevet
Tevet (ook wel tewe(e)t; Hebreeuws: טֵבֵת) is de vierde maand van het joodse jaar en telt 29 dagen.
Deze maand valt ongeveer samen met de tweede helft van december en de eerste helft van januari van de algemene of gregoriaanse kalender.
Eén feest en een treurdag vallen in de maand tevet:
- 1 en 2 - Chanoeka, inwijdingsfeest van de tweede joodse tempel (dit feest begint reeds in de voorafgaande maand kislew)
- 10 - Vastendag, hierbij wordt herdacht dat koning Nebukadnezar in het jaar 586 voor de gangbare jaartelling, Jeruzalem innam.